# Правая Щапина
Правая Щапина (Левая Щапина) — река на полуострове Камчатка в России.
Длина реки — 59 км, площадь водосборного бассейна — 818 км². Впадает в реку Щапина слева на расстоянии 69 км от устья.
Название произошло от искажения ительменского Шепен.
По данным государственного водного реестра России относится к Анадыро-Колымскому бассейновому округу.

## Притоки
Объекты перечислены по порядку от устья к истоку.
- 7,5 км: Дальний
- 8,2 км: Узкий
- 16 км: Скала
- 18 км: Широкий
- 28 км: Белый
- 31 км: Обрывистый
- 40 км: Озерной